# Beauregard-l'Évêque
Beauregard-l'Évêque is een gemeente in het Franse departement Puy-de-Dôme (regio Auvergne-Rhône-Alpes). De plaats maakt deel uit van het arrondissement Clermont-Ferrand. Beauregard-l'Évêque telde op 1 januari 2022 1.584 inwoners.

## Geografie
De oppervlakte van Beauregard-l'Évêque bedroeg op 1 januari 2022 12,02 vierkante kilometer; de bevolkingsdichtheid was toen 131,8 inwoners per km².

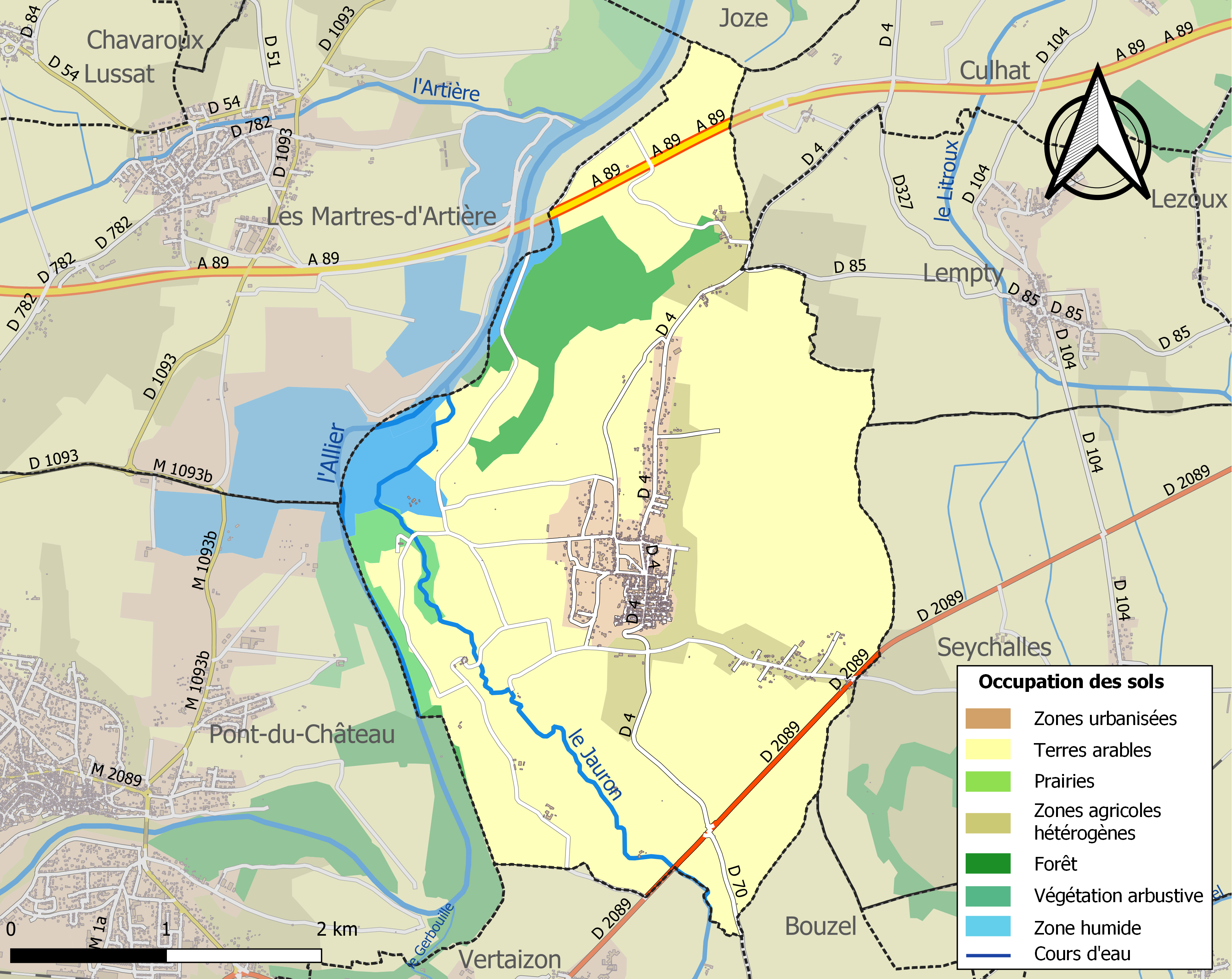
Kaart van de gemeente met belangrijkste infrastructuur, bodemgebruik en omliggende gemeenten

## Demografie
Onderstaande figuur toont het verloop van het inwonertal (bron: INSEE-tellingen).